# Арсенал (Житомир)
ФК Арсенал — аматорський футбольний клуб з міста Житомира, Житомирська область, Україна. Виступав у чемпіонаті ААФУ 2011 року.

## Історія
Футбольна команда «Арсенал» виникла після фінального матчу розіграшу Кубка Житомирщини 30 травня 2010, в якому зустрічалися «Хіммаш» та ФК «Бараші».[джерело?] Одним з тренерів «Хіммашу» (переможця тодішнього фіналу) був Микола Подраний, який зумів переконати мецената і любителя футболу Олександра Матвійчука створити в селі Сінгури Житомирського району, команду з гучною назвою «Арсенал». Основу команди склали гравці, з якими Подраний працював в «Хіммаші» (А. Дворнін, Р. Щенявський, П. Кучерук, Д. Шевчук, Н. Омельянчук, Д. Тосіч, С. Дячук). До них додалися футболісти ФК «Бараші» (А. Ганька, М. Зайнчковський) і «Звягель-750» (Р. Соболевський, Я. Корнійчук).
Завдяки дієвій підтримці президента клубу і начальника команди Олега Левченка «Арсенал» дуже потужно почав ігри першості області. За період з 20 липня по 30 жовтня 2010 року команда провела 19 матчів, в яких здобула 19 перемог, забивши у ворота суперника 82 (в середньому 4,3 на гру) м'ячі, пропустивши при цьому тільки 7. На рахунку «Арсенала» 13 перемог з великим рахунком, у тому числі і поки рекордна в історії команди — 10:0 у матчі проти «Спартака» (Володарськ-Волинськ).
У 2011 році команда заявилась у вищу лігу чемпіонату Житомирської області з футболу. Вона також стартувала в аматорському Чемпіонаті України з футболу.

## Досягнення
- Чемпіон першої ліги чемпіонату Житомирської області по футболу — 2010
- Бронзовий призер чемпіонату Житомирщини у вищій лізі — 2011

## Відомі гравці
- Сергій Дячук
- Максим Зайнчковський